# Irlandia Północna na Igrzyskach Imperium Brytyjskiego 1938
Irlandia Północna wystartowała na Igrzyskach Imperium Brytyjskiego w 1938 roku w Sydney jako jedna z 15 reprezentacji. Była to trzecia edycja tej imprezy sportowej oraz drugi start zawodników z tego kraju. Zawodnicy irlandzcy startowali w lekkoatletyce i grze w bowls. Nie zdobyli żadnego medalu, tym samym były to jedyne igrzyska, gdzie Irlandia Północna nie zdobyła ani jednego krążka.

## Skład reprezentacji
Bowls
Mężczyźni:
- W. Clarke - gra pojedyncza (5. miejsce)

 Lekkoatletyka
Mężczyźni:
- John James Stuart Clarke - rzut oszczepem (8. miejsce - 49,65 m), skok o tyczce (nie zaliczył żadnej wysokości)
- Alexander Haire - bieg na 880 jardów (8. w swoim biegu eliminacyjnym), bieg na 1 milę (6. w swoim biegu eliminacyjnym)
- Albert Shillington - skok w dal (nie zaliczył żadnej próby), trójskok (6. miejsce - 13,94 m)